# Marie Comnène (1152-1182)
Pour les articles homonymes, voir Marie Comnène.
Marie Comnène (en grec : Μαρία Κομνηνή, Maria Komnēnē), née à Constantinople probablement en mars 1152, morte à Constantinople en juillet 1182, était la fille aînée de l'empereur Manuel Ier Comnène et de sa première épouse Berthe de Sulzbach. Elle est connue sous le nom de Porphyrogénète, car « née dans la pourpre », c'est-à-dire née dans la salle de porphyre du palais impérial pendant le règne de son père.

## Biographie
En 1163, elle est fiancée à Béla III, roi de Hongrie. À cette date, Manuel n'espérait plus avoir de fils et était prêt à désigner Béla comme son héritier, à qui il accorde la dignité de despote et qu'il rebaptise Alexis. Cet accord est rompu en 1169, à la naissance du fils de Manuel et de sa seconde épouse, le futur Alexis II Comnène. Marie est ensuite fiancée à Guillaume II, roi de Sicile, mais ces fiançailles sont de nouveau rompues par Manuel. Finalement, Marie épouse en 1180 Rénier de Montferrat (1162 † 1183), qui est rebaptisé sous le nom de Jean et qui reçoit le titre de César.
Après la mort de l'empereur Manuel en 1180, Marie et Rénier se retrouvent impliqués dans les intrigues contre la belle-mère de Marie, l'impératrice douairière Marie d'Antioche, qui gouvernait comme régente au nom de son fils l'empereur Alexis II. Une émeute éclate contre l'impératrice, soutenue par Marie et Rénier, mais cette tentative de s'emparer du pouvoir échoue. Les deux meurent en 1182, probablement empoisonnés, peu après la prise de pouvoir par Andronic Comnène, un cousin paternel de Manuel.